# Teun Struycken

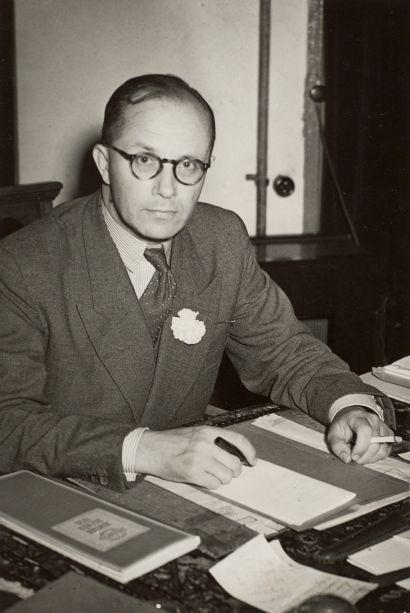
Teun Struycken (1950)

Antoon „Teun“ Arnold Marie Struycken (* 27. Dezember 1906 in Breda, Provinz Nordbrabant; † 1. Dezember 1977 in Den Haag) war ein niederländischer Politiker der Roomsch-Katholieke Staatspartij (RKSP) und später der Katholieke Volkspartij (KVP), der zeitweise Vize-Ministerpräsident sowie mehrmals Minister war und rund 17 Jahre lang Mitglied des Staatsrates (Raad van State) war.

## Leben

### Rechtsanwalt und Kommunalpolitiker
Struycken absolvierte nach dem Besuch des römisch-katholischen Gymnasiums Onze Lieve Vrouwe Lyceum in Breda sowie des Gymnasiums Augustinianum in Eindhoven ein Studium der Rechtswissenschaften an der Katholieke Universiteit Nijmegen, das er 1932 abschloss. Im Anschluss nahm er bis 1950 eine Tätigkeit als Rechtsanwalt in Breda auf.
Daneben begann Struycken seine politische Laufbahn in der Kommunalpolitik und vertrat vom 3. September 1935 bis zum 1. September 1941 die Interessen der Roomsch-Katholieke Staatspartij (RKSP) als Mitglied des Stadtrates von Breda. Während dieser Zeit war er von 1935 bis 1938 auch Vorsitzender der Fraktion der RKSP. Daneben war er zwischen dem 4. Juli 1939 und dem 1. September 1941 Mitglied der Provinciale Staten der Provinz Nordbrabant sowie vom 5. September 1939 bis zum 15. November 1941 Beigeordneter (Wethouder) von Breda.
Im Laufe der Besetzung der Niederlande durch die deutsche Wehrmacht verlor Struycken seine politischen Ämter und arbeitete seit 1941 als Leiter des Sozialdienstes des Unternehmens Hollandsche Kunstzijde Industrie in Breda, ehe er zwischen Mai 1942 und Januar 1944 im Internierungslager Beekvliet in Sint-Michielsgestel interniert wurde. Während dieser Zeit war er auch Mitglied des Beirates der Internierten.
Nach seiner Freilassung fungierte er von November 1944 bis Juli 1950 wieder als Beigeordneter von Breda und war dort für Finanzen und Versorgungseinrichtungen und kurz darauf auch für Flüchtlinge und Vertriebene zuständig. 1945 wurde er auch Vize-Bürgermeister und zwischen November 1945 und dem 2. September 1946 auch Mitglied des Provisorischen Stadtrates, ehe er vom 2. September 1946 bis zum 10. Juli 1950 wieder Mitglied des Stadtrates von Breda war. Zugleich war er zwischen August 1945 und Juli 1950 Vorstandsmitglied des Zentrums für staatsbürgerliche Bildung (Centrum voor Staatkundige Vorming), dem wissenschaftlichen Institut der KVP, sowie 1948 Vorsitzender von dessen Kommission für das Parteirecht.

### Minister

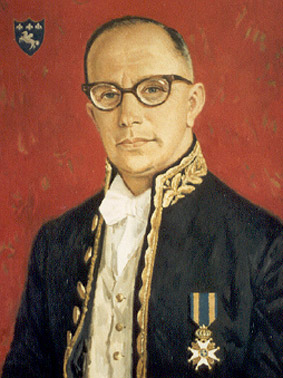
Teun Struycken (Gemälde von 1955)

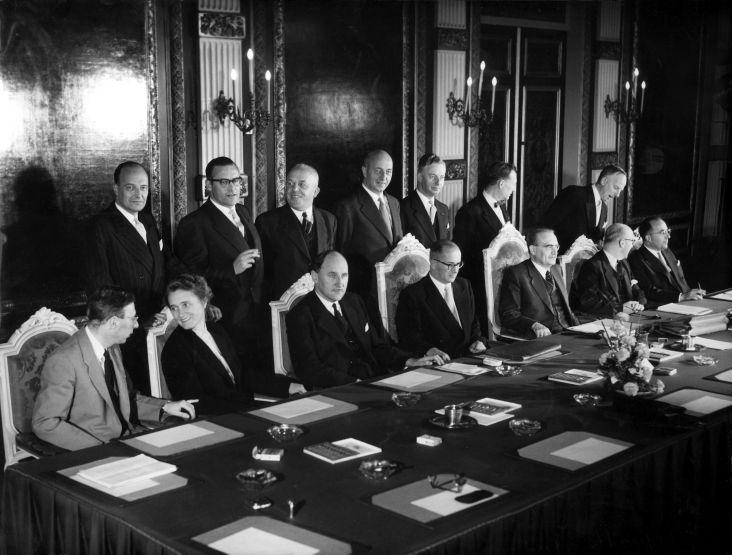
Teun Struycken (sitzend 4. v.l.) mit Ministerpräsident Willem Drees (sitzend 5. v.l.) und den anderen Ministern des Kabinett Drees III

Am 10. Juli 1950 wurde Struycken, der seit 1945 Mitglied der Katholieke Volkspartij (KVP), von Ministerpräsident Willem Drees zum Justizminister (Minister van Justitie) ernannt und bekleidete diese Funktion im Kabinett Drees/Van Schaik bis zum 15. März 1951. Für seine Verdienste wurde ihm am 3. April 1951 das Ritterkreuz des Ordens vom Niederländischen Löwen verliehen. Im Anschluss fungierte er vom 13. April 1951 bis Oktober 1956 als Gouverneur der Niederländischen Antillen.
Danach berief Ministerpräsident Drees ihn zum Vize-Ministerpräsidenten sowie Minister für Inneres, Vermögensbildung und öffentlich-rechtliche Betriebsorganisation (Minister van Binnenlandse Zaken, Bezitsvorming en Publiekrechtelijke Bedrijfsorganisatie) in dessen drittes Kabinett und bekleidete diese Ämter auch in der von Drees’ Nachfolger Louis Beel gebildeten zweiten Regierung vom 22. Dezember 1958 bis zum 19. Mai 1959. Zugleich übernahm er vom 22. Dezember 1958 bis 19. Mai 1959 kommissarisch das Amt des Justizministers. Am 9. Juni 1959 erfolgte seine Ernennung zum Großoffizier des Ordens von Oranien-Nassau.
Nach seinem Ausscheiden aus dem Kabinett wurde Struycken am 1. November 1959 zum Mitglied des Staatsrates (Raad van State) berufen und gehörte diesem Verfassungsorgan zur Beratung der Regierung bis zum 22. November 1966 an. Des Weiteren wurde er am 1. Januar 1962 Mitglied des Verwaltungsrates der Hollandsche Bank-Unie (HBU).
Am 22. November 1966 übernahm er abermals das Amt des Justizministers, und zwar diesmal in dem von Ministerpräsident Jelle Zijlstra gebildeten Kabinett, dem er bis zum Ende von Zijlstras Amtszeit am 5. April 1967 angehörte. Nach seinem Ausscheiden aus der Regierung wurde er am 12. April 1967 erneut zum Mitglied des Raad van State berufen und gehörte diesem bis zu seinem Tod an. Ferner wurde er 1967 Mitglied des Kuratoriums der Katholischen Hochschule Tilburg.
Sein Onkel Antonius Alexis Hendricus war zwischen 1914 und 1923 ebenfalls Mitglied des Raad van State sowie langjähriger Hochschullehrer für Staats- und Völkerrecht sowie allgemeine Staatslehre an der Universität von Amsterdam.